# Vilémov (zámek)
Vilémov je barokní zámek uprostřed hospodářského dvora ve stejnojmenné obci v okrese Chomutov. Od roku 1963 je chráněn jako kulturní památka.

## Historie
Vilémov byl založen bratry Vilémem starším a Vilémem mladším z Egerberka před rokem 1342. Zdejší tvrz je poprvé zmiňována na začátku šestnáctého století v majetku Viléma Doupovce z Doupova. Doupovcové o Vilémov přišli za účast Viléma Vojtěcha na stavovském povstání. K vilémovskému panství tehdy patřila tvrz, dvůr a městečko Vilémov, mlýn, pila, Žďárský dům, opuštěný hrad Křečov, Topolanský dvůr (v té době vesnice) a řada dalších vesnic.
V roce 1623 koupil zkonfiskované panství s výjimkou Libědic Jan Zdeněk Vratislav z Mitrovic. V roce 1662 ho získala svobodná paní Polyxena Marie z Račína a jejímu rodu Vilémov patřil do konce sedmnáctého století, kdy byl připojen k Mašťovu. V roce 1789 stará tvrz vyhořela. Malý barokní zámek na jejím místě založil po roce 1792 Vojtěch Mladota ze Solopisk.

## Stavební podoba
Dochovaná jednopatrová budova zámku má obdélný půdorys a mansardovou střechu. Interiéry i fasáda, která je bez ozdob, byly znehodnoceny četnými úpravami např. na byty zaměstnanců statku. Pod zámkem se nachází rozsáhlé sklepy, které navazují na sklepení bývalého pivovaru.

## Přístup
Budova zámku se nachází v areálu hospodářského dvora a není volně přístupná.